# Athermantinae
Athermantinae – podrodzina błonkówek z rodziny obnażaczowatych.

## Zasięg występowania
Przedstawiciele tej podrodziny występują na cały świecie, najliczniej w krainie orientalnej.

## Systematyka
Do Athermantinae zalicza się 32 gatunki zgrupowane w 6 rodzajach:
- Athermantus
- Cibdela
- Pampsilota
- Pseudosinarge
- Sinarge
- Tanyphatnidea